# DR-Baureihe 53.85
In die Baureihe 53.85 ordnete die Deutsche Reichsbahn badische Dampflokomotiven mit Achsfolge C ein:
- 53 8501 – 53 8586: Gattung VII a
- 53 8587, 53 8597, 53 8598: Gattung VII c